# ロバート・アーチボルド
ロバート・アーチボルド（Robert Archibald）ことロバート・マイケル・アーチボルド Jr.（Robert Michael Archibald Jr.、1980年3月29日 - 2020年1月23日）は、スコットランドの元男子プロバスケットボール選手。スコットランドレンフルーシャイアはペイズリー出身。ポジションはパワーフォワード、センター。211cm、113kg。
2020年1月23日、39歳で死去。